# Cystodendron
Cystodendron is een geslacht van schimmels behorend tot de familie Mollisiaceae. De typesoort is Cystodendron dryophilum.

## Soorten
Volgens Index Fungorum bevat het geslacht twee soorten (peildatum mei 2023):
| Soortnaam               | Auteur(s)     | Publicatiejaar |
| ----------------------- | ------------- | -------------- |
| Cystodendron dryophilum | (Pass.) Bubák | 1914           |
| Cystodendron opuli      | Moesz         | 1938           |